# Culex quasiguiarti
Culex quasiguiarti är en tvåvingeart som beskrevs av Theobald 1910. Culex quasiguiarti ingår i släktet Culex och familjen stickmyggor. Inga underarter finns listade i Catalogue of Life.